# Сотый Кубок Грея
100-й Кубок Грея — матч по канадскому футболу между чемпионом восточного дивизиона, командой Торонто Аргонавтс, и чемпионом западного дивизиона, командой Калгари Стампидерс. В этой встрече выяснялся чемпион канадской футбольной лиги сезона 2012 года. Игра состоялась в воскресенье, 25 ноября 2012 года, в Центре Роджерса в Торонто, Онтарио. Это была четвёртая игра в Центре Роджерса и сорок шестая — в Торонто. «Аргонавты» победили «Stampeders» со счётом 35-22, выиграв свой шестнадцатый Кубок Грея.
Данная встреча была третьей между «Калгари» и «Торонто» в кубке Грея. Предыдущей встречей между командами за этот трофей был 79-й Кубок Грея в 1991 году. Также это был второй год подряд, когда в игре на кубок Грея выигрывала команда из организующего матч города. Результат игры также означал, что Дэвид Брале стал первым владельцем двух разных команд, вслед друг за другом выигравшими кубок Грея, — Брале также владеет клубом Бритиш Коламбия Лайонс, ставшим чемпионом 2011 года. За игрой наблюдали свыше 5 800 000 зрителей, что делает игру самой зрелищной из ранее показанных на англоязычном телевидении.
По итогам встречи самым ценным игроком был назван игрок задней линии Чед Кэкер. Его товарищ по команде, защитник Рики Фоли, получил приз Рика Садермана как наиболее ценный игрок из Канады.